# All New World of Lemmings
All New World of Lemmings è un videogioco rompicapo sviluppato da DMA Design e pubblicato da Psygnosis nel 1994 per i sistemi MS-DOS e nel 1995 per i sistemi Amiga. Il videogioco è il terzo seguito ufficiale del videogioco Lemmings. Nel Nord America il gioco venne distribuito come The Lemmings Chronicles.
Il gameplay rimane immutato, il giocatore deve salvare un certo numero di lemming dalla morte utilizzando gli stessi lemming e facendo svolgere a loro una serie di manovre in modo da generare un percorso sicuro verso la salvezza.